# Organización municipal de la provincia de San Luis
En la provincia de San Luis en Argentina el régimen municipal es ejercido por gobiernos locales denominados municipios. 

## Los municipios en la Constitución de la Nación Argentina
La organización municipal estuvo contemplada en la Constitución de la Nación Argentina desde su primera promulgación el 1 de mayo de 1853, expresando en su artículo 5 que cada provincia debía dictar una constitución que asegurara su régimen municipal. Sin embargo, no estaba claro si los municipios debían ser autónomos o autárquicos hasta la sentencia del 21 de marzo de 1989 de la Corte Suprema de Justicia de la Nación Argentina (Caso Rivademar), que interpretó que los municipios eran constitucionalmente autónomos.
Esta sentencia fue contemplada en la reforma de la Constitución de la Nación Argentina según el texto sancionado el 22 de agosto de 1994:

Art. 123. Cada provincia dicta su propia Constitución, conforme a lo dispuesto por el Art. 5 asegurando la autonomía municipal y reglando su alcance y contenido en el orden institucional, político, administrativo, económico y financiero.

## Los municipios en la Constitución de la Provincia de San Luis
La Constitución de la Provincia de San Luis, reformada el 26 de marzo de 1987 y enmendada en 2006, establece respecto del régimen municipal:

Definición de municipio
Art. 247. Esta Constitución reconoce al municipio como una comunidad natural con vida propia e intereses específicos, con necesarias relaciones de vecindad. Como consecuencia de ello es una institución política-administrativa-territorial, que sobre una base de capacidad económica, para satisfacer los fines de un gobierno propio, se organiza independientemente dentro del Estado, para el ejercicio de sus funciones, que realiza de conformidad a esta Constitución y a las normas que en su consecuencia se dicten.

Autonomía municipal
Art. 248. Se reconoce autonomía política, administrativa y financiera a todos los municipios. Aquellos que dicten su carta orgánica municipal, gozan además de autonomía institucional.

Comisiones
Art. 250. El gobierno municipal en las poblaciones permanentes que cuentan entre 801 y 1.500 habitantes es ejercido por una Comisión Municipal integrada por un presidente y un concejo de vecinos compuesto por tres (3) miembros, elegidos por el pueblo en sufragio universal, asegurándose en este último la representación de las minorías.

Intendente comisionado
Art. 251. En los centros urbanos de hasta 800 habitantes el gobierno municipal es ejercido por un intendente comisionado elegido por el pueblo a simple pluralidad de sufragios (...)

Delegación municipal
Art. 252. En los centros rurales que cuenten con más de 80 electores puede crearse por ley una delegación municipal que depende del municipio más cercano y está a cargo de un delegado, elegido por los mismos en sufragio universal, a simple pluralidad (...)

Carta Orgánica municipal
Art. 254. Las municipalidades que cuentan con un número de habitantes mayor de 25.000, pueden dictar su propia carta orgánica municipal conforme a esta Constitución, asegurando las siguientes condiciones básicas: (...)
2) La existencia de un departamento ejecutivo unipersonal y un concejo deliberante conformado según lo establecido en el artículo 257 de esta Constitución (...)

Municipalidades
Art. 256. Toda población permanente que cuente con más de 1.500 habitantes, tiene una municipalidad. En los departamentos donde no existan municipalidades de conformidad con el párrafo precedente, su respectiva cabecera departamental se constituye en municipalidad, contando su concejo deliberante con el mínimo de concejales fijados por esta Constitución.

Organismos municipales
Art. 257. Son órganos de gobierno de las municipalidades:

1) Un departamento ejecutivo a cargo de un intendente municipal, quien es elegido directamente por el pueblo del municipio, a simple pluralidad de sufragios.

2) Un concejo deliberante cuya integración se establece sobre las siguientes bases:

De 1.501 a 2.500 habitantes cuatro (4) concejales.

De 2.501 a 5.000 habitantes cinco (5) concejales.

De 5.001 a 7.000 habitantes siete (7) concejales.

De 7,001 a 9.000 habitantes nueve (9) concejales.

De 9.001 a 25.000 habitantes diez (10) concejales.

De 25.001 a 50.000 habitantes doce (12) concejales y uno más por cada cincuenta mil (50.000) habitantes o fracción no inferior a 25.000. Los concejales son elegidos directamente por el pueblo del municipio, asegurándose la representación de las minorías.

Jurisdicción territorial municipal
Art. 271. La jurisdicción de las comisiones y de los intendentes comisionados es fijada por la ley respectiva procurando se corresponda con el partido.

Juntas vecinales
Art. 274. Los municipios pueden patrocinar la creación e integración de juntas vecinales, para fines de interés general de la jurisdicción del vecindario, de conformidad a la ley o Carta Orgánica Municipal.

### Alcance de la autonomía institucional
La Constitución de la Provincia de San Luis establece que todos los municipios con municipalidad que superen los 25 000 habitantes pueden obtener la autonomía institucional mediante la sanción de una carta orgánica. La constitución establece que los municipios con carta orgánica deben tener un gobierno de elección popular compuesto por un departamento ejecutivo a cargo de un intendente municipal, y de un concejo deliberante. Este último debe estar integrado por un número de concejales determinado por la constitución.

## Ley n.º XII-0349-2004 (5756) deRégimen Municipal
La ley n.º XII-0349-2004 (5756) de Régimen Municipal expresa:

Art. 1. La administración de los intereses y servicios comunales en la provincia, está a cargo de las Municipalidades, Comisiones Municipales e Intendentes Comisionados.

Art. 2. Las Municipalidades, se compondrán de un Concejo Deliberante y un Intendente a cargo del Departamento Ejecutivo.

Art. 3. Toda población permanente que cuente con mas de 1.500 habitantes, tienen una Municipalidad. En las poblaciones permanentes que cuenten entre 801 a 1.500 habitantes el gobierno municipal es ejercido por una Comisión Municipal y en los centros urbanos de hasta 800 habitantes es ejercido por un Intendente Comisionado elegido por el pueblo.

Art. 5. El radio o jurisdicción que tendrán los municipios será de siete mil quinientos (7.500) metros a todos los vientos, medidos del centro del pueblo o villa que sirva de base o núcleo de población, salvo ley especial que determine otro radio o jurisdicción del ejido municipal. En todos los casos se respetarán los límites departamentales.

Los intendentes comisionados se rigen además por la ley de Régimen de intendentes comisionados n.º XII-0622-2008.

Art. 1. Los Intendentes Comisionados son agentes naturales del Gobierno de la Provincia. Tienen a su cargo el gobierno y la administración general del municipio, mandato que cumplirán de conformidad a la Constitución Provincial y a lo establecido en esta Ley (...)

Art. 2. Los Intendentes Comisionados y sus suplentes serán elegidos por el pueblo del municipio a simple pluralidad de sufragios (...)

Art. 5. Las ordenanzas serán elaboradas por el Intendente Comisionado y autorizadas por la legislatura (...)

## Municipios indígenas
El 19 de diciembre de 2007 la Legislatura de San Luis sancionó la ley n.º V-0600-2007 por la cual se dispuso:

Art. 3. Restituir a las Comunidades que originariamente habitaron la provincia de San Luis las tierras que históricamente les han pertenecido en tanto las mismas pertenezcan al dominio del Estado Provincial cuya ubicación y superficie determinará el Poder Ejecutivo (...)

Art. 5. Facultar al Poder Ejecutivo Provincial a implementar las medidas que fueran necesarias tendientes al cumplimento de lo dispuesto en la presente Ley.

El 11 de octubre de 2007 se firmó el acta de restitución de tierras a la Comunidad Huarpe Guanacache en Estancia La Represita, que fueron entregadas en 2008 totalizando 6796 ha 4948.98 m². El 14 de octubre de 2009 la Legislatura de San Luis sancionó la ley n.º V-0677-2009 que aprobó el decreto de necesidad y urgencia n.º 2884 MGJyC-2009 por el que el gobernador de San Luis creó el municipio de Pueblo Nación Ranquel en 66 000 hectáreas del departamento General Pedernera, con el fin de asentar allí a integrantes del pueblo ranquel. El gobernador designa un delegado para manejar el municipio.

Art. 3. En las tierras restituidas a sus ancestrales poseedores créase, provisoriamente como un estatus mínimo, un Municipio de la Comunidad Ranquel, hasta adecuar definitivamente el marco jurídico provincial y nacional en el reconocimiento de la Nación Ranquel como preexistente a la Nación Argentina. El mismo comprende dentro de su jurisdicción al territorio Ranquel restituido e indicado en el artículo 1º y se organizará de acuerdo a lo establecido por la normativa que en la materia rige en la Provincia, en todo lo que corresponda según los usos y costumbres del Pueblo Ranquel.

El estatus municipal fue extendido a la Comunidad Huarpe Guanacache mediante el decreto de necesidad y urgencia n.º 1751 MGJyC-2011 de 27 de junio de 2011 que expresa:

Art. 1. En las tierras restituidas al Pueblo Nación Huarpe, que habitaba y habita en la Provincia de San Luis, reconózcaseles su exclusiva autonomía, libre determinación y jurisdicción conforme los derechos establecidos en el art. 75° incs. 17) de la Constitución Nacional (...) para cuya asignación presupuestaria y asistencia económico-financiera se los equipara a un municipio como un estatus mínimo y provisorio, hasta que el Estado Nacional Argentino adecúe definitivamente el marco jurídico Nacional en el reconocimiento del Pueblo Nación Huarpe como preexistente al Estado Nacional Argentino, en todo lo que así corresponda según los usos y costumbres de dicho Pueblo.

El artículo 3 del decreto facultó al poder ejecutivo a tomar todas las medidas para efectuar la municipalización, incluyendo la designación de un administrador a propuesta del pueblo huarpe y a llevar adelante todas las funciones que las leyes otorgan a los municipios. El decreto fue ratificado por la Legislatura de San Luis por ley n.º V-0788-2011 el 30 de noviembre de 2011.

## Miscelánea
La ley n.º XII-0350-2004 (5734) establece con precisión los límites de los ejidos municipales, quedando extensos territorios fuera de toda jurisdicción municipal.
Para febrero de 2025 las localidades que constitucionalmente deberían tener comisiones municipales siguen siendo gobernadas por intendentes comisionados. No existiendo ninguna delegación municipal y solo las ciudades de Villa Mercedes y San Luis han dictado su propia carta orgánica municipal.